# ماساهيتو نوتو
ماساهيتو نوتو (باليابانية: 能登 正人) (10 أبريل 1990 في هيراكاتا في اليابان – )؛ هو لاعب كرة قدم ياباني سابق كان يلعب كمهاجم.

## وصلات خارجية
- ماساهيتو نوتو على موقع رابطة كرة القدم اليابانية للمحترفين (اليابانية)
- ماساهيتو نوتو على موقع قاعدة بيانات كرة القدم.إي يو (الإنجليزية)
- ماساهيتو نوتو على موقع Soccerway.com (الإنجليزية)
- ماساهيتو نوتو على موقع عالم كرة القدم.نت (الإنجليزية)
- ماساهيتو نوتو على موقع كووورة